# かんづめズ
かんづめズは、日本の朗読団体。2018年結成。主宰を大野トマレ、脚本を夢の味わいが務める。

## メンバー
- 大野トマレ
- 瀬川あみ
- 菅原壮一郎（サー・ウインド）
- 高橋由貴奈
- ファンネル高田
- 夢の味わい

## 公演一覧
| タイトル                                   | 公演日                  | 会場                                        | 演目 | 出演（50音順） |
| ------------------------------------------ | ----------------------- | ------------------------------------------- | --- | --- |
| かんづめ                                   | 2018年6月16日・17日     | Art Live Space スペシャルカラーズ（東京都） | 「砂糖菓子みたい」 「わた飴とあぶらあげ」 「333M」 | 大野トマレ、岡本芽子、黒瀬亘、サー・ウインド、佐藤慧、白岩ぱんだ、瀬川亜美、高橋由貴奈、夏陽りんこ、増田瑛子、牟田朱梨沙、湯浅悟朗                                     |
| かんづめ ふた缶目                          | 2018年9月8日・9日       | 東中野バニラスタジオ（東京都）              | 「メモリ」 「リア充撲滅委員会」 「baby blue」 | 大野トマレ、岡本芽子、神戸のい、サー・ウインド、佐藤慧、瀬川亜美、高橋由貴奈、堀場亮佑、みゆら、牟田朱梨沙                                                             |
| かんづめ さん缶目                          | 2018年12月28日・29日    | 東中野バニラスタジオ（東京都）              | 「おねぼうさんのサンタクロース」 「わたしのオデコ」 「二十一グラウのキボウ」                                                                                    | 榎あづさ、大野トマレ、岡本芽子、神戸のい、黒瀬亘、後藤瑠美、サー・ウインド、佐藤慧、末永直己、瀬川亜美、高橋由貴奈、堂坂有希、堀場亮佑、牟田朱梨沙                     |
| かんづめ よん缶目                          | 2019年3月16日・17日     | 東中野バニラスタジオ（東京都）              | 「すって、はいて。」 「月の丘」 「ストロベリーブレッド」 | 新井裕士、榎あづさ、大野トマレ、岡本芽子、サー・ウインド、佐藤慧、瀬川亜美、高橋由貴奈、野表つばさ、ファンネル高田、増田瑛子、牟田朱梨沙、湯浅悟朗                     |
| びんづめ                                   | 2019年4月20日・21日     | シネマハウス大塚（東京都）                  | 「ひそくいろ」 「魔女の棲む森」 「ヒカルトウキョウ」 | 伊藤愛、戌岡あやめ、大石歩佳、大野トマレ、小野絵梨、神戸のい、倉口桃、後藤瑠美、香坂彩佳、瀬川亜美、新田さやか、美早紀                                                 |
| かんづめ ご缶目                            | 2019年7月6日・7日       | シネマハウス大塚（東京都）                  | 「ボクは貴方のモノですから」 「梅の実落ちても見もしまい」 「私たちの復讐」                                                                                      | 新井裕士、榎あづさ、大石歩佳、大澤有紗、大野トマレ、小野絵梨、サー・ウインド、瀬川亜美、高橋由貴奈、堂坂有希、二瓶由佳子、ファンネル高田、みゆら、牟田朱梨沙、村田綾野 |
| BIN・KANまつり                             | 2019年8月24日           | 東中野バニラスタジオ（東京都）              | 「わた飴とあぶらあげ」 「練馬ちゃん」 「わたしのオデコ」 | 榎あづさ、大野トマレ、倉口桃、サー・ウインド、瀬川亜美、松村若菜 |
| かんづめ ろっ缶目                          | 2019年10月26日・27日    | スペースコウヨウ（東京都）                  | 「debug」 「さよならハイウェイ」 「月のうさぎを捕まえて」 | 新井裕士、大野トマレ、岡本芽子、後藤瑠美、サー・ウインド、瀬川亜美、高橋由貴奈、中島練、二瓶由佳子、星間美佳、牟田朱梨沙、湯浅悟朗                                     |
| びんづめ ふた瓶目                          | 2019年12月14日・15日    | 光塾 COMMON CONTACT 並木町（東京都）        | 「銀色の糸」 「ねこかいぎ」 「デイドリームビリーバー」 | 伊藤愛、戌岡あやめ、大石歩佳、大野トマレ、神戸のい、北村真理奈、倉口桃、後藤瑠美、さわらぎまこと、瀬川亜美、せんす、堀篭智恵                                           |
| かんづめ なな缶目 ～リモートじゃないよ！～ | 2022年7月2日・3日       | 光塾 COMMON CONTACT 並木町（東京都）        | 「BEISPIELLOSE」 「もう、君の声さえも思い出せない」 「ストロベリーブレット」 「ボクは貴方のモノですから」 「かんづめズ公開稽古！」                              | 新井裕士、内田吉則、大野トマレ、小野絵梨、粕谷雄太、桐山和久、桜羽萌子、菅原壮一郎、瀬川安実、せんす、高橋由貴奈、丹羽まなえ、野表つばさ                               |
| かんづめ はち缶目                          | 2022年11月26日・12月3日 | 西荻シネマ準備室（東京都）                  | 「ぼっちくんと、とかとかちゃん」 「月のうさぎを捕まえて」 「メモリ」 「fin」 「かんづめズ公開稽古！」                                                           | 大澤有紗、大野トマレ、小野絵梨、金川周平、下塚恭平、菅原壮一郎、瀬川安実、せんす、高橋由貴奈、比良恭子                                                                 |
| かんづめ きゅー缶目                        | 2023年5月13日・14日     | 光塾 COMMON CONTACT 並木町（東京都）        | 「crocus」 「貧すれば鈍する」 「透明なぼくらへ」 | 飯田義樹、戌岡あやめ、内田吉則、大野トマレ、後藤瑠美、菅原壮一郎、瀬川安実、高橋由貴奈、新田さやか、星間美佳、松村こりさ、森山幸央                                     |
| びんづめズ特別公演「不思議の国の私たち」   | 2023年12月15日 - 17日   | 西荻シネマ準備室（東京都）                  | 「Branco」 「ちょうのうりょく」 「夕暮れのシロ」 「びんかんまつり」                                                                                             | 大野トマレ、後藤瑠美、菅原壮一郎、瀬川安実、せんす、高橋由貴奈、ほりごめちえ、実川桃子                                                                                 |
| かんづめ 10缶目                            | 2024年2月17日・18日     | 光塾 COMMON CONTACT 並木町（東京都）        | 「嘘つきと花束」 「優しいエンジン」 「ヒカルトウキョウ」 | 内田吉則、大野トマレ、神崎士龍、桐山和久、後藤瑠美、菅原壮一郎、瀬川安実、瀬戸ひろみ、せんす、高橋由貴奈、新田さやか                                                   |
| 特別公演「Links -リンクス-」               | 2024年11月23日・24日    | 光塾 COMMON CONTACT 並木町（東京都）        | 「半分、ゾンビ」 「シャノン」 「水辺の少年」 「married woman」 「失恋したときに飲むくすり」 「怪物のこども」 「3時のおやつ」 「Links」 「かんづめズ公開稽古！」 | 大野トマレ、桐山和久、後藤瑠美、サー・ウインド、末永直己、瀬川安実、せんす、高橋由貴奈、武田治香、松村こりさ、本山由乃                                                 |
| かんづめ 11缶目                            | 2025年3月22日・23日     | 光塾 COMMON CONTACT 並木町（東京都）        | 「Branco -ブランコ-」 「family!」 「瑠璃色の小窓」 「かんづめズ公開稽古！」                                                                                     | 内田吉則、大野トマレ、粕谷雄太、桐山和久、後藤瑠美、桜羽萌子、菅原壮一郎、瀬川あみ、高橋由貴奈、田口真美                                                               |
| 特別公演「Links2 -リンクス2-」             | 2025年9月6日・7日       | 光塾 COMMON CONTACT 並木町（東京都）        | 「いつかあなたを……♡」 「ラジオ・ガール」 「わすれないで」 「Red」 「夜のまにまに」 「おやすみトリトン」 「ステラ」 「Links」 「かんづめズ公開稽古！」           | 大野トマレ、桐山和久、後藤瑠美、サー・ウインド、末永直己、瀬川あみ、せんす、高橋由貴奈、田口真美、堂脇成未、丹羽まなえ                                                 |

延期になった公演
| タイトル                                             | 公演日               | 会場                   | 出演（50音順） | 備考     |
| ---------------------------------------------------- | -------------------- | ---------------------- | --- | -------- |
| 長編朗読公演 vol.1「機械少女は坂鏡桃華の夢を見るか」 | 2020年4月17日 - 19日 | APOCシアター（東京都） | 新井裕士、戌岡あやめ、大野トマレ、岡延明、岡本芽子、嘉多中いお、北村真理奈、桐山和久、榑林里奈、後藤瑠美、桜羽萌子、佐藤慧、瀬川亜美、せんす、高橋由貴奈、田口真美、布川レイ | [ 注 1 ] |

### 配信公演
| タイトル                                                 | 公演日         | 演目 | 出演（50音順）                                                                                                 |
| -------------------------------------------------------- | -------------- | --- | --- |
| かんづめ リモート！ ～どこいったの！？かんづめズの2020～ | 2020年12月26日 | 「魔女の棲む森」 「すって、はいて。」 「八雲」 「アフタートーク！～どこいったの！？かんづめズの2020～」                          | 大野トマレ、北村真理奈、佐藤慧、菅原壮一郎、須佐光昭、瀬川亜美、せんす、高橋由貴奈                             |
| びんづめ リモート！                                      | 2021年3月27日  | 「プラットホーム」 「ぼっちくんと、とかとかちゃん」 「春追うふたり」 「アフタートーク！～花ざかりのびんづめ達～」                | 五十嵐浩子、大野トマレ、北村真理奈、倉口桃、瀬川亜美、新田さやか、村田綾野、夢月                               |
| かんづめ リモート！vol.2                                 | 2021年5月30日  | 「迷いネコ観察記録」 「砂糖菓子みたい」 「梅の実落ちても見もしまい」 「fin」 「アフタートーク！～嵐を呼ぶかんづめズ！？～」      | 新井裕士、有栖川姫子、大野トマレ、桜羽萌子、菅原壮一郎、須佐光昭、瀬川亜美、高橋由貴奈                         |
| かんづめ リモート！vol.3                                 | 2021年11月27日 | 「メモリ」 「ぼくらはみんな猫みたいに」 「セガワ学生になりたいッ！！」 「333M」 「アフタートーク！～せめて、かんづめズらしく～」 | 大野トマレ、粕谷雄太、後藤瑠美、齋藤理沙、菅原壮一郎、須佐光昭、瀬川亜美、高橋由貴奈、新田さやか               |
| かんづめ リモート！vol.4                                 | 2022年2月27日  | 「二十一グラムのキボウ」 「わたしのオデコ」 「月の丘」 「アフタートーク！～立ち上がれ！かんづめズ！～」                          | 大野トマレ、岡部涼音、桐山和久、桜羽萌子、菅原壮一郎、瀬川安実、せんす、高橋由貴奈、星秀美                     |
| かんづめ リモート！vol.5                                 | 2022年4月29日  | 「金春色～こんぱるいろ～」 「さよならハイウェイ」 「僕が、キミにできること。」 「アフタートーク！～春のカンまつり！～」          | 新井裕士、大野トマレ、岡部涼音、熊野ふみ、柴田翔平、菅原壮一郎、瀬川亜美、高橋由貴奈、ファンネル高田、吉野史桜 |